# Pukaskwa-Nationalpark
Der Pukaskwa-Nationalpark (französisch Parc national du Canada Pukaskwa, englisch Pukaskwa National Park of Canada) ist ein kanadischer Nationalpark in der Provinz Ontario. Er ist der größte Nationalpark der Provinz und liegt am östlichen Ufer des Oberen See (Lake Superior), nahe der Stelle an welcher der Pic River in den See mündet. Die nächste Ortschaft ist das nordwestlich des Parks gelegene Marathon im Thunder Bay District. Der einzige Straßenzugang zum Park besteht im Norden über den Ontario Highway 627.
Der 1878 km² große Park wurde 1971 bzw. 1983 gegründet und zieht sie etwa 80 km am Ostufer des Oberen Sees entlang. Zwar ist bekannt, dass der Name indianischen Ursprungs ist, doch ist die Bedeutung unklar. Der Park repräsentiert den Grenzraum zwischen der Region der Großen Seen und dem kanadischen Schild. Die Flora ist weitgehend von borealem Wald geprägt. Hier leben unter anderem Waldkaribus, Schwarzbären, Elche, kanadische Luchse und Wölfe. Die ursprüngliche Karibuherde umfasste rund 200 Tiere, doch wurde sie durch Jagd und durch ökologische Veränderungen, die auf industrielle Nutzung und Holzeinschlag zurückgingen, bis Ende der 70er Jahre auf 30, bis zum Jahr 2007 gar auf 5 Tiere dezimiert. 2010 zählte man wieder 16 Tiere.
Bei dem Park handelt es sich um ein Schutzgebiet der IUCN-Kategorie II (National Park).

## Geschichte
An der Mündung des Pic River begannen 1957 erste archäologische Untersuchungen, 1960 und 1961 wurde die Stätte unter Leitung von J. Norman Emerson († 1978) von der Universität Toronto ausgegraben. An einer Stelle ließ sich ein Lager aus der Zeit um 1700 nachweisen, an der tiefer gelegenen Stelle ergaben Radiokohlenstoffdatierungen ein Alter von 962 n. Chr. ±80 Jahre. Mit Anishinabe wird im Allgemeinen ab etwa 1500 gerechnet. Eine weitere Grabung von 1964 widmete sich dem ehemaligen Handelsposten der Hudson’s Bay Company, der in den 1780er Jahren entstand. Gründer war der freie Pelzhändler Gabriel Cotte. Zu dieser Zeit wurde das dort bestehende Anishinabe-Dorf verlassen. 1799 bis 1821 gehörte der Posten der North West Company, dann der HBC, die ihn bis 1888 unterhielt. 1838 kamen jesuitische Missionare in die Region, 1914 wurde ein Indianerreservat eingerichtet, in dem heute die meisten Angehörigen, etwas mehr als 500, der Ojibways of the Pic River First Nation leben.
1917 bis 1933 beutete die Lake Superior Paper Company das Gebiet an der Mündung des Pukaskwa River aus. 1937 begann die Ontario Paper Company gleichfalls mit dem Holzeinschlag am Pic und am Black River, der bis 1964 anhielt. Ab 1946 begann das Meerneunauge in den Oberen See und die Seen des Pukaskwa vorzudringen und verdrängte einheimische Arten, wie den Amerikanischen Seesaibling.
1986 unterzeichneten die „Freunde des Pukaskwa“ („Friends of Pukaskwa“) mit Sitz in Marathon einen Kooperationsvertrag mit der Parkverwaltung. Die Gesellschaft ist ein privater Verein, der sich dem Schutz des Gebiets verschrieben hat. Darüber hinaus klären sie über die Bedeutung des Parks auf und führen Schulungen durch, die Mitglieder des Freundeskreises erhalten per E-Mail die Zeitschrift Wild Winds. Auch Studenten der Lakehead University in Thunder Bay suchen den Freundeskreis zu Unterrichtszwecken auf.
Seit dem Managementplan von 1995 entstand das Anishinabe Camp, das die Bedeutung der indianischen First Nations, genauer der Anishinabe und Métis für den Park verdeutlichen soll, die inzwischen am Parkmanagement und an den Ausstellungen im Visitor Information Centre beteiligt sind. Zahlreiche Spuren ihrer Anwesenheit finden sich im Park, so etwa die rätselhaften Pukaskwa Pits, kleine Gruben, die möglicherweise zwischen 1100 und 1600 entstanden, deren Alter aber auch auf 5000 bis 10.000 Jahre geschätzt wurde. Die Gruben wurden in Stein geschlagen und sind 1 bis 2 m lang und rund 1,5 m tief. Ob sie als Vorratsgruben, Lager für Jagdbeute oder zu spirituellen Zwecken dienten, ist unklar, indigene Ältere halten letzteres für das wahrscheinlichste. Sie wurden seit 1949 erforscht und stehen seit 1971 unter Schutz. Proddy Goodchild, Angehöriger der lokalen Pic River First Nation, gilt als bester Kenner des Parks, den er seit seiner Kindheit aufsuchte. Er arbeitete am Ausbau des Hauptwanderwegs mit. Der Rat der Älteren bot an, die Parkbesucher könnten auch zu ihrem jährlichen Powwow kommen.
Darüber hinaus wurde der einzige Campingplatz im Norden des Parks ausgebaut. Hinzu kommen multimediale und Quellenpräsentationen, Kooperationen mit Schulen in Nord-Ontario, woher die meisten Besucher kommen, Untersuchungen zum komplexen Ökosystem und einige wenige Wanderwege. Zwei von ihnen geben einen kurzen Einblick in die Region, ein weiterer ist nur für Geübte geeignet und bedarf einer entsprechenden Ausrüstung, die etwa für zwei Wochen ausreicht. Der Weg führt 60 km entlang der zerklüfteten Küste. Hinzu kommen Kanurouten entlang der Küste und der Flüsse Pukaskwa und White River.
Flüsse des Parks sind:
- Pukaskwa River (Namensgeber des Parks)
- Cascade River
- North Swallow River
- Swallow River
- White River
- Willow River